# Walter Brennan

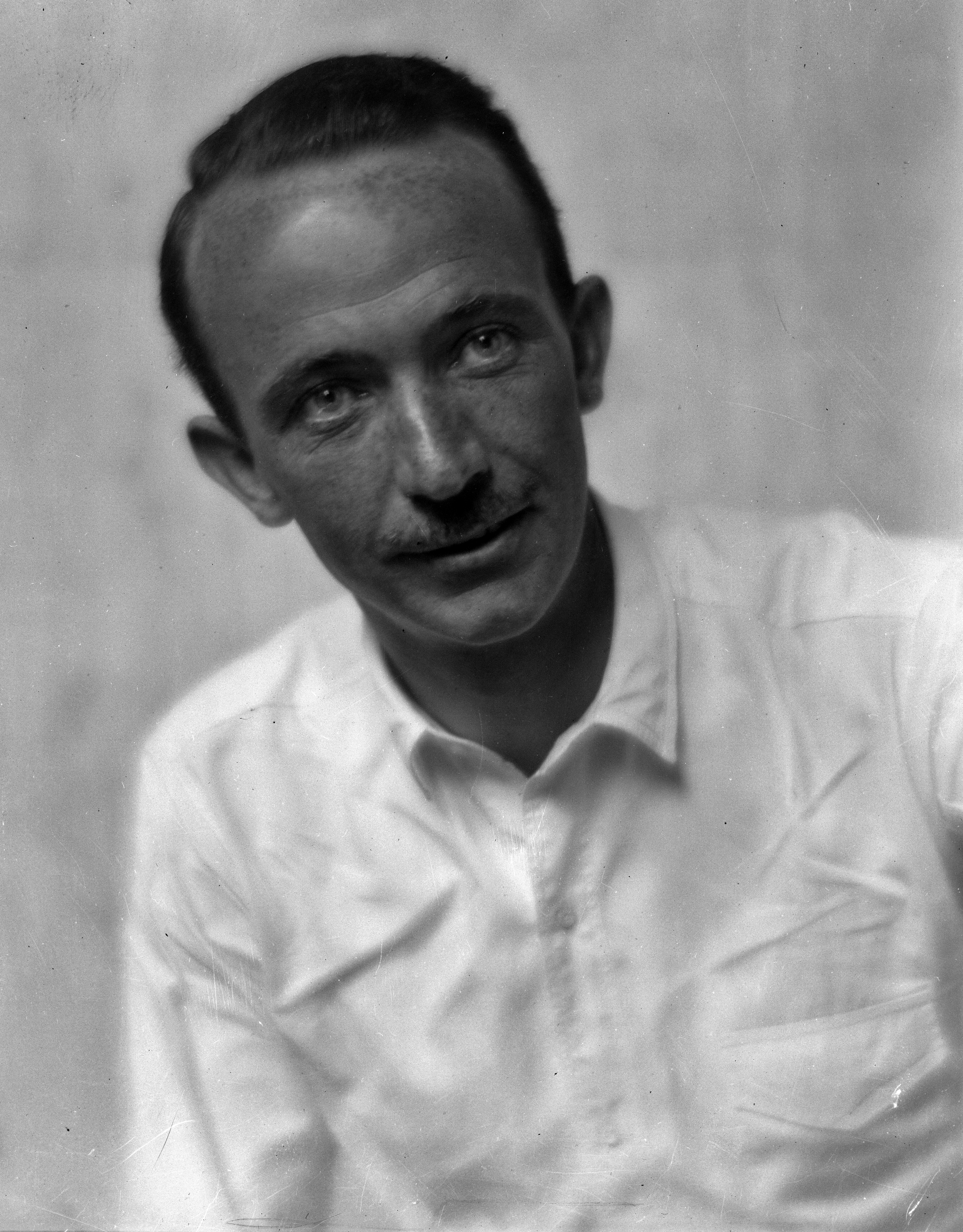
Walter Brennan (1930er Jahre)

Walter Andrew Brennan (* 25. Juli 1894 in Swampscott, Massachusetts; † 21. September 1974 in Oxnard, Kalifornien) war ein US-amerikanischer Schauspieler und Sänger. Er gewann 1937, 1939 und 1941 den Oscar als bester Nebendarsteller. Dadurch ist er neben Jack Nicholson und Daniel Day-Lewis der einzige männliche Schauspieler, der dreimal mit dem Oscar ausgezeichnet wurde. In seinen Rollen wurde Brennan bereits in jungen Jahren regelmäßig als „kauziger Alter“ eingesetzt.

## Leben

### Filmkarriere
Walter Brennan, der schon in der Schule sein Interesse an der Schauspielerei entdeckte und dort in Schulaufführungen mitspielte, wirkte vor seiner Militärzeit, die 1917 begann, in unbedeutenden Musical-Komödien mit. Nach dem Ersten Weltkrieg ging er nach Hollywood und arbeitete dort – zunächst in Stummfilmen – als Statist und Stuntman. Erst nach einigen Jahren erhielt er kleinere Sprechrollen, in denen er sich beweisen und schließlich Mitte der 1930er Jahre zum gefragten Nebendarsteller aufsteigen konnte. 
1936 erhielt er den seinerzeit erstmals vergebenen Oscar in der Kategorie Bester Nebendarsteller für den Film Nimm, was du kriegen kannst. Darin spielte er einen Mann, dessen alter, wohlhabender Freund an seiner deutlich jüngeren Tochter interessiert ist. Für den 1938 gedrehten Film Die goldene Peitsche bekam Brennan seine zweite Goldstatuette: Er spielte einen verbitterten alten Südstaatler, der mit dem Nachfahren des Mannes konfrontiert wird, der einst seinen Vater umbrachte. Den dritten Oscar als bester Nebendarsteller bekam er für seinen Auftritt als selbsternannter „Richter“ Roy Bean im Film Der Westerner neben Gary Cooper. Damit ist er bisher der einzige Schauspieler, der drei Oscars als bester Nebendarsteller erhielt. Brennans Oscar-Siege waren teilweise wohl auch auf die Union of Film Extras, die Vereinigung der Statisten in Hollywood, zurückzuführen, deren Mitglieder damals noch für den Sieger in den Schauspieler-Kategorien mitabstimmen durften. Da Brennan aus der Riege der Statisten den Sprung zum Nebendarsteller geschafft hatte und die Union weiterhin unterstützte, war er bei den Statisten populär. Nach Brennans drittem Oscar-Gewinn verloren die Statisten das Anrecht, bei den Oscars abzustimmen.

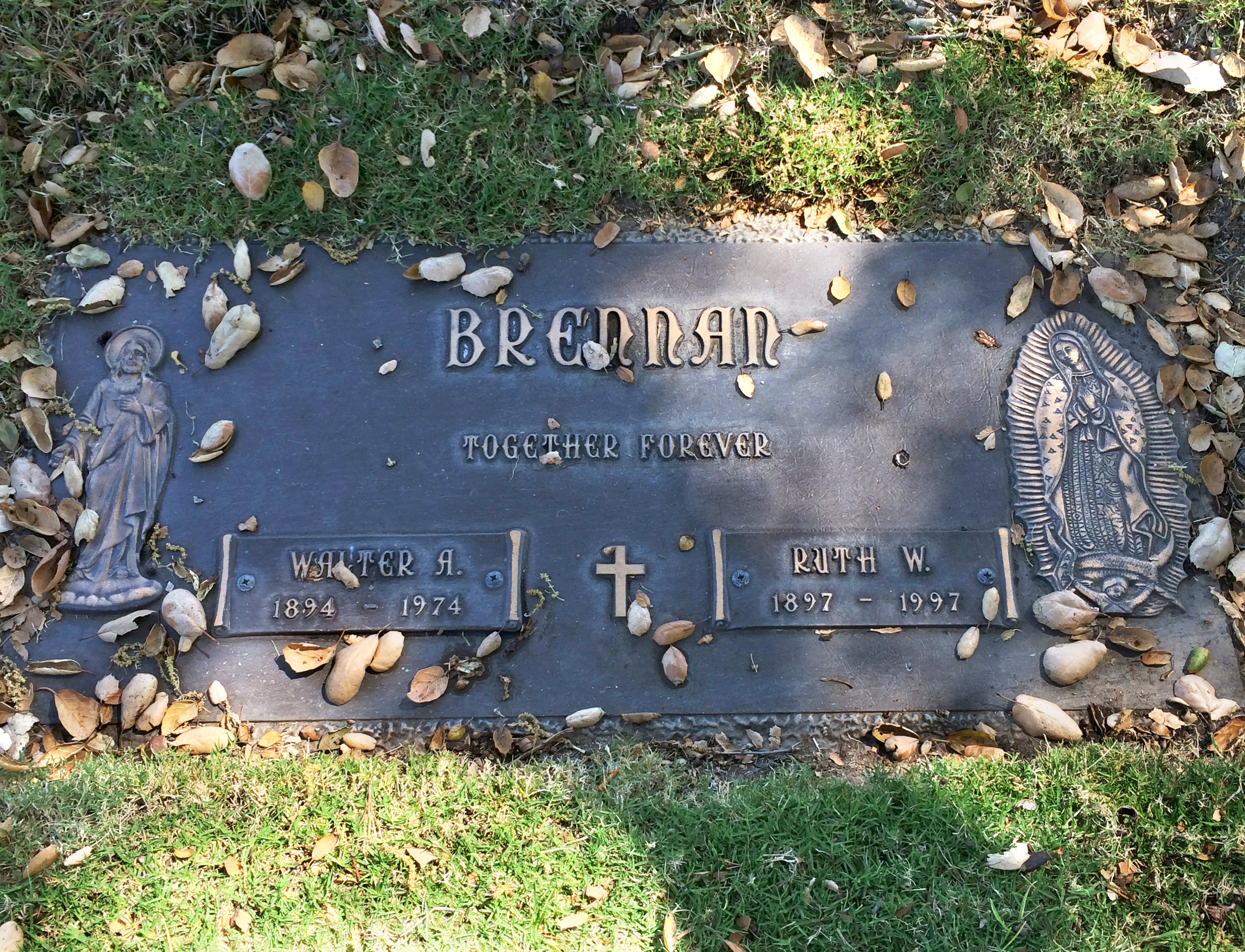
Grab von Walter Brennan und seiner Frau auf dem San Fernando Mission Cemetery (2014)

Zu seinen weiteren bekannten Darbietungen auf der Leinwand gehört sein Auftritt als Sidekick von Humphrey Bogart in Haben und Nichthaben, außerdem seine Rollen in den Howard-Hawks-Western Red River und Rio Bravo. In beiden Filmen war er jeweils als schrulliger, aber treuer und gutmütiger Freund von John Waynes Hauptfigur zu sehen. Weil Brennan sich einst bei einem Unfall den Kiefer gebrochen hatte und seitdem auch eines seiner Beine steif war, übernahm er oftmals die Rolle des kauzigen Alten, der in den Filmen die „komische Komponente“ darstellte. Häufig waren seine Figuren deutlich älter als er selbst, so stellte er in Die goldene Peitsche mit 44 Jahren einen etwa 80-jährigen Mann dar und erhielt für diese Verwandlung auch seinen zweiten Oscar. Gelegentlich spielte er aber auch wirklich boshafte Rollen, etwa als Old Man Clanton in John Fords Westernklassiker Faustrecht der Prärie (1946) oder als mordender Flusspirat im Westernepos Das war der Wilde Westen (1962).
Obwohl er ursprünglich eine Aversion gegen das Fernsehen hatte, begann Brennan in den ausgehenden 1950er Jahren eine Karriere als Fernsehschauspieler; seine bekannteste Rolle hatte er hierbei als Großvater in der Sitcom The Real McCoys, die im Oktober 1957 auf Sendung ging und von der bis September 1963 insgesamt 224 Folgen gedreht wurden. Diese Rolle in der seinerzeit überaus erfolgreichen Produktion verschaffte ihm in den USA auch als Hauptdarsteller eine große Popularität. Im deutschen Fernsehen ausgestrahlt wurde die Westernserie Die Spur des Jim Sonnett, in der Brennan von 1967 bis 1969 an der Seite von Dack Rambo eine der beiden Hauptrollen übernahm. Insgesamt spielte Walter Brennan bis zu seinem Tod rund 200 Rollen.

### Diskografie
Anfang der 1960er Jahre versuchte sich Brennan auch als Sänger. Im April 1960 veröffentlichte er seine erste Single mit dem Titel Dutchman’s Gold und Back to the Farm bei der Plattenfirma Dot Records. Mit Dutchman’s Gold kam Brennan sogleich in die Hot 100 des Musikmagazins Billbord, wo er bis zum Platz 30 aufstieg. Bei Dot wurden bis 1962 insgesamt drei Singles produziert, hinzu kam die Langspielplatte Dutchman’s Gold.
Von 1962 bis 1963 stand Brennan bei der Plattenfirma Liberty Records unter Vertrag und veröffentlichte dort fünf Singles und sechs Langspielplatten. Die Liberty-Zeit wurden zu seinen erfolgreichsten Jahren im Schallplattengeschäft, in denen er weitere drei Titel in den Single-Charts (Old Rivers, Houdini und Mama Sang a Song) unterbrachte sowie mit dem Album Old Rivers auch in die LP-Charts (Platz 38) kam. Die Singlefassung von Old Rivers wurde Brennans größter Plattenerfolg, der Titel stieg in den Billboard Hot 100 bis zum Platz fünf auf.
Nach einer längeren Auszeit von der Schallplattenszene kam 1970 und 1971 noch einmal zwei Singles bei den Plattenfirmen London Records und Kapp Records heraus.

### Privatleben
Walter Brennan verstarb 1974 im Alter von 80 Jahren an einem Lungenemphysem. Von 1920 bis zu seinem Tod war er mit Ruth Wells (1897–1997) verheiratet. Sie hatten drei Kinder.

## Filmografie (Auswahl)
- 1925: Webs of Steel
- 1928: The Racket
- 1929: Flieger (Flight)
- 1929: Illusion (The Last Performance)
- 1930: Der Kapitän der Garde (Captain of the Guard)
- 1930: Der Jazzkönig (King of Jazz)
- 1931: Der Mannsteufel (A House Divided)
- 1931: Scratch-As-Catch-Can (Kurzfilm)
- 1932: Gesetz und Ordnung (Law and Order)
- 1932: Das Gesetz in der eigenen Hand (Two-Fisted Law)
- 1933: Lilly Turner
- 1933: Der Unsichtbare (The Invisible Man)
- 1934: Zwei Herzen auf der Flucht (Fugitive Lovers)
- 1934: The Life of Vergie Winters
- 1934: Murder in the Private Car
- 1934: Des Sträflings Lösegeld (Great Expectations)
- 1934: Der bunte Schleier (The Painted Veil)
- 1935: Die Nacht der Liebe (The Wedding Night)
- 1935: Frankensteins Braut (Bride of Frankenstein)
- 1935: Man on the Flying Trapeze
- 1935: Alice Adams
- 1935: San Francisco im Goldfieber (Barbary Coast)
- 1935: Helden von heute (West Point of the Air)
- 1935: Metropolitan
- 1935: Party Wire
- 1936: Das Wunder in der Wüste (Three Godfathers)
- 1936: Infame Lügen (These Three)
- 1936: Blinde Wut (Fury)
- 1936: Nimm, was du kriegen kannst (Come and Get It)
- 1936: Mississippi-Melodie (Banjo on My Knee)
- 1937: Der wilde Westen (Wild and Woolly)
- 1938: Der Freibeuter von Louisiana (The Buccaneer)
- 1938: Toms Abenteuer (The Adventures of Tom Sawyer)
- 1938: Über die Grenze entkommen (The Texans)
- 1938: Mein Mann, der Cowboy (The Cowboy and the Lady)
- 1938: Die goldene Peitsche (Kentucky)
- 1939: The Story of Vernon and Irene Castle
- 1939: Musik fürs Leben (They Shall Have Music)
- 1939: Stanley und Livingstone (Stanley and Livingstone)
- 1940: Nordwest-Passage (Northwest Passage)
- 1940: Der Westerner (The Westerner)
- 1941: Hier ist John Doe (Meet John Doe)
- 1941: Sergeant York
- 1941: This Woman Is Mine
- 1941: In den Sümpfen (Swamp Water)
- 1942: Der große Wurf (The Pride of the Yankees)
- 1942: Stand by for Action
- 1943: Auch Henker sterben (Hangmen Also Die!)
- 1943: The North Star
- 1944: Zu Hause in Indiana (Home in Indiana)
- 1944: Haben und Nichthaben (To Have and Have Not)
- 1944: Das Korsarenschiff (The Princess and the Pirate)
- 1945: Liebe in der Wildnis (Dakota)
- 1946: Die große Lüge (A Stolen Life)
- 1946: Centennial Summer
- 1946: Faustrecht der Prärie (My Darling Clementine)
- 1946: Eine Lady für den Gangster (Nobody Lives Forever)
- 1948: Scudda Hoo! Scudda Hay!
- 1948: Red River
- 1948: Nacht in der Prärie (Blood on the Moon)
- 1949: Mit Pech und Schwefel (Brimstone)
- 1949: Sturm über dem Pazifik (Task Force)
- 1950: Rauchende Pistolen (Singing Guns)
- 1950: A Ticket to Tomahawk
- 1950: Ärger in Cactus Creek (Curtain Call at Cactus Creek)
- 1950: Blutrache in Montana (The Showdown)
- 1951: Den Hals in der Schlinge (Along the Great Divide)
- 1951: Der Rächer (Best of the Badmen)
- 1951: Höllenreiter der Nacht (The Wild Blue Yonder)
- 1952: Lockruf der Wildnis (Lure of the Wilderness)
- 1954: Adlerschwinge (Drums Across the River)
- 1954: Über den Todespaß (The Far Country)
- 1954: Die Nacht der Rache (Four Guns to the Border)
- 1955: Stadt in Angst (Bad Day at Black Rock)
- 1955: In Acht und Bann (At Gunpoint)
- 1956: Glory
- 1956: Er kam als Fremder (Come Next Spring)
- 1956: Lebewohl, kleine Lady (Good-bye, My Lady)
- 1956: Die Furchtlosen (The Proud Ones)
- 1957: Die Spur zum Gold (The Way to the Gold)
- 1957: Tammy (Tammy and the Bachelor)
- 1957–1963: The Real McCoys (Fernsehserie, 209 Folgen)
- 1959: Rio Bravo
- 1962: Das war der Wilde Westen (How the West Was Won)
- 1964–1965: The Tycoon (Fernsehserie, 32 Folgen)
- 1965: Diese Calloways (Those Calloways)
- 1966: … denn keiner ist ohne Schuld (The Oscar)
- 1967: Die abenteuerliche Reise ins Zwergenland (The Gnome-Mobile)
- 1967: Was kümmert uns die Bank? (Who’s Minding the Mint?)
- 1967–1969: Die Spur des Jim Sonnett (The Guns of Will Sonnett, Fernsehserie, 50 Folgen)
- 1969: Auch ein Sheriff braucht mal Hilfe (Support Your Local Sheriff!)
- 1969: The Over-the-Hill Gang (Fernsehfilm)
- 1970: The Over-the-Hill Gang Rides Again (Fernsehfilm)
- 1970–1971: To Rome with Love (Fernsehserie, 17 Folgen)
- 1971–1972: Alias Smith und Jones (Fernsehserie, drei Folgen)
- 1972: Unter Mordverdacht (Home for the Holidays, Fernsehfilm)
- 1975: Wie Rauch im Wind (Smoke in the Wind) – posthum

## US-Diskografie
| Vinyl-Singles (Titel – Label – veröffentlicht) - Dutchman’s Gold / Back to the Farm Dot 16066 – 3/1960 - Space Mice / The Thievin’ Stranger Dot 16136 – 9/1960 - Tribute to a Dog / Life Gits Tee-Jus, Don’t It? Dot 16348 – 3/1962 - Noah’s Arc (Part 1) / Noah’s Arc (Part 2) Everest 19365 – 6/1960 - Knight in Bright Armor / The Soul O’ Big Jack Dunn RPC 502 – 5/1961 - Old Rivers / The Epic Ride of John H. Glenn Liberty 55436 – 3/1962 - Houdini / The Old Kelly Place Liberty 55477 – 7/1962 - Mama Sang a Song / Who Will Take Gramma Liberty 55508 – 10/1962 - Henry Had a Merry Christmas / White Christmas Liberty 55518 – 11/1962 - Keep A Movin’ Old Man / Waiting for a Train Liberty 55617 – 8/1963 - Yesterday, When I Was Young / Time London 141 – 10/1970 - Grandad / Man Needs to Know Kapp 2126 – 1971 | Vinyl-Langspielplatten (Titel – Label – veröffentlicht) - Dutchman’s Gold – Dot 25309 – 1960 - The President – Everest 5123 – 1960 - By the Fireside – RPC 106 – 1960 - Old Rivers – Liberty 3233 – 1962 - A World of Miracles – Liberty 3244 – 1962 - 'Twas the Night Before Christmas – Liberty 3257 – 1962 - Mama Sang a Song – Liberty 3266 – 1962 - Talkin’ from the Heart – Liberty 3317 – 1963 - Gunfight At the O.K. Corral – Liberty 3372 – 1963 - Country Heart of Walter Brennan – Sunset 1100 – 1966 - He’s Your Uncle! Not Your Dad … – Key 1080 – 1967 |

## Auszeichnungen
- 1937: Oscar in der Kategorie Bester Nebendarsteller für Nimm, was du kriegen kannst
- 1939: Oscar in der Kategorie Bester Nebendarsteller für Die goldene Peitsche
- 1941: Oscar in der Kategorie Bester Nebendarsteller für Der Westerner
- 1942: Oscar-Nominierung in der Kategorie Bester Nebendarsteller für Sergeant York